# CouchSurfing

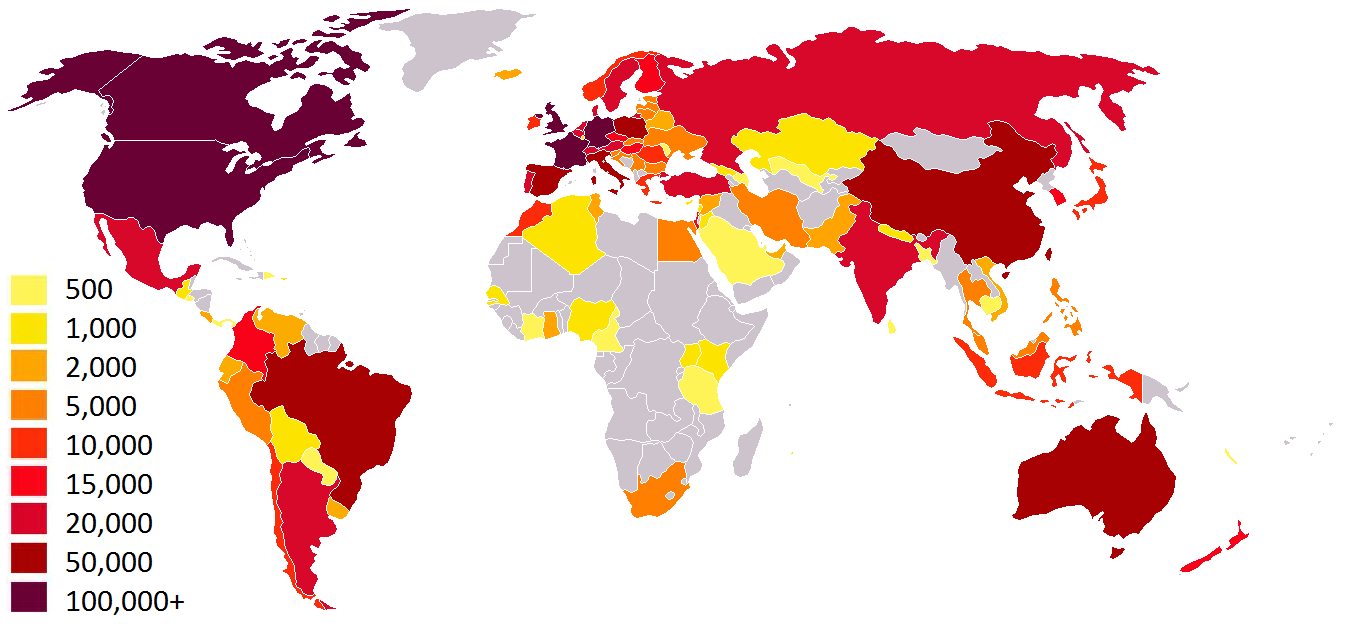
CouchSurfing dle zemí

Projekt CouchSurfing je internetová služba bezplatného ubytování. Jedná se o sociální síť. Projekt započal svou činnost v roce 2003 a formálně byl spuštěn 1. ledna 2004. 
V září 2010 měl přes 2 170 000 členů ve 232 zemích z toho více než 1 100 000 v Evropě. Podle statistik, které server publikoval, nabízelo ubytování cestovatelům zhruba 40 % členů (dalších zhruba 20 % má v nabídce ubytování nastaveno „možná“ a další členové v daný moment cestují). Dle serveru Alexa se v roce 2008 jednalo o nejnavštěvovanější službu tohoto typu na Internetu s průměrem 30 milionů zobrazených stránek za den.

## Historie
Couchsurfing se zrodil v roce 1999, kdy si americký programátor Casey Fenton zarezervoval levnou letenku na Island, ale nemohl najít levné ubytování. Rozeslal tedy e-mail 1500 studentům Islandské univerzity s žádostí o přespání. Dostal přes 50 kladných odpovědí a jednu z nabídek využil. Cestou zpět do USA ho napadlo založit k těmto účelům internetovou stránku a nedlouho poté si zaregistroval doménu couchsurfing.com. 
V roce 2003 založil neziskovou organizaci Couchsurfing International a stránka byla spuštěna v roce 2004. Vývoj stránek probíhal živelně, stránka měla mnoho chyb a často padala. V roce 2006 byla po jednom pádu nenávratně ztracena většina databáze. Uživatelé následně darovali 8 000 USD na vytvoření nové kvalitnější stránky.
V roce 2011 organizace Couchsurfing International přišla o daňový status neziskové organizace. Její vedení rozhodlo založit firmu Couchsurfing International Inc., která odkoupila aktiva neziskové organizace, jež následně zanikla. Firma získala certifikaci B Corporation a v prvním kole financování téměř 8 mil. USD od venture kapitálových společností. Většina členů s tímto postupem nesouhlasila, firma je však ujišťovala, že služby stránky nebudou nikdy zpoplatněny. V roce 2012 získala dalších 15 mil. USD venture kapitálu.
V roce 2016 se firma pokusila službu zpoplatňovat formou platby za jednotlivý pobyt, z které však samotný hostitel nic neměl. Tato změna se však setkala s velkým odporem a toto zpoplatnění bylo zrušeno. V roce 2020 zavedla bez předchozího varování měsíční poplatek pro uživatele z většiny zemí a neplatícím znepřístupnila jejich profily, což se také nesetkalo s velkým pochopením komunity.

## Princip fungování
Členové projektu si domlouvají ubytování a setkání skrze webové stránky projektu. Veškerá komunikace je kvůli bezpečnosti archivována. Každý člen si vyplní profil (jazykové znalosti, záliby, popis ubytování), nahraje své fotografie, případně fotografie místa, které nabízí. Systém umožňuje vytvořit mezi členy přátelství (musí potvrdit obě strany). Pokud se jeden člen setká nebo ubytuje u jiného člena, vyplní vzájemně o pobytu zprávu (pozitivní, neutrální či negativní) a podrobnější informace. Tato reference je pak zobrazena u profilu obou členů. To je důležité, protože podle těchto referencí pak lze poznat, o koho se ve skutečnosti jedná (důvěra). Členové se mohou nechat ověřit pomocí zaslání příspěvku platební kartou (jméno musí souhlasit se jménem na platební kartě). Dalším stupněm ověření je nechat si zaslat dopis na udávanou adresu. Tento dopis obsahuje kód, který člen zadá na webových stránkách projektu. Členové mohou později v systému přidávat důvěru (vouching) pro určitou osobu. Do projektu je možné se zapojit i jinými způsoby (velvyslanec pro danou zemi, lokalizace webu). Součástí stránek je i wiki, diskuze, koordinace srazů, chat.